# Mehendiganj
Mehendiganj è un sottodistretto (upazila) del Bangladesh situato nel distretto di Barisal, divisione di Barisal. Si estende su una superficie di 435,79 km² e conta una popolazione di 304.364 abitanti (dato censimento 1991).